# Sisyra fasciata
Sisyra fasciata is een insect uit de familie sponsvliegen (Sisyridae), die tot de orde netvleugeligen (Neuroptera) behoort. 
Sisyra fasciata is voor het eerst wetenschappelijk beschreven door Navás in 1930.